# Eupronoe maculata
Eupronoe maculata är en kräftdjursart. Eupronoe maculata ingår i släktet Eupronoe och familjen Pronoidae. Inga underarter finns listade i Catalogue of Life.